# Hyaenosa
Genre
Hyaenosa est un genre d'araignées aranéomorphes de la famille des Lycosidae.

## Distribution
Les espèces de ce genre se rencontrent en Afrique de l'Est et en Chine.

## Liste des espèces
Selon World Spider Catalog (version 21.5, 05/10/2020) :
- Hyaenosa clarki (Hogg, 1912)
- Hyaenosa ruandana Roewer, 1960
- Hyaenosa strandi Caporiacco, 1940

## Publication originale
- Caporiacco, 1940 : « Aracnidi raccolte nella Reg. dei Laghi Etiopici della Fossa Galla. » Atti della Reale Accademia d'Italia, vol. 11, p. 767-873.